# La ragazza del terzo piano
La ragazza del terzo piano (Girl on the Third Floor) è un film del 2019 diretto da Travis Stevens. 
Si tratta di un film horror, opera prima del cineasta, in precedenza impegnato principalmente come produttore cinematografico.

## Trama
Don e Liz sono una coppia sposata che sta per avere una bambina: si tratta di una grande occasione per cambiare vita, soprattutto alla luce dei tradimenti dell'uomo e della sua attività truffaldina che gli è quasi costata 15 anni di carcere. Anche per questa ragione i due decidono di comprare una nuova casa: l'immobile è da ristrutturare e Don decide di fare il lavoro da solo, portando con sé soltanto il suo cane. Dopo il primo sopralluogo, l'uomo riceve la visita di Ellie, una donna che si rivela il pastore protestante del quartiere. Degli strani eventi iniziano ad accadere nell'abitazione: palle e biglie sembrano apparire dal nulla e l'impianto idraulico presenta problemi molto singolari, tuttavia Don ci fa poco caso. Quella sera Don va a mangiare presso un vicino pub, il cui proprietario gli rivela che la casa appena acquistata da Don non ha mai portato fortuna agli uomini eterosessuali che vi hanno abitato. Il giorno dopo, in seguito all'ennesimo problema con l'impianto idraulico della casa, Don si imbatte in Sarah, una bellissima ragazza che sembra interessata a lui e che è solita frequentare il giardino di quella proprietà. La sera Donald videochiama sua moglie, tuttavia l'incontro con Sarah ha avuto un certo impatto sulla sua sessualità.
Il giorno dopo Don lascia che Sarah entri nella sua casa e ha un rapporto sessuale con lei: mentre ciò accade il suo cane è testimone di una strana apparizione. Non appena Sarah lascia la casa, un crollo rivela la presenza di strane tribune poste al di sopra della camera da letto principale. Dopo aver rifiutato altre avances di Sarah ed aver interagito ancora con la religiosa, Don fa un sogno erotico in cui, dopo sua moglie e Sarah, appare tuttavia un cadavere. Il giorno dopo viene raggiunto dall'amico Milo, che lo aiuta con le riparazioni e va a mangiare con lui nel solito locale; qui i due scoprono che la casa comprata da Don è un ex bordello. Il giorno dopo, Sarah si presenta nuovamente a casa e Don si ritrova a minacciarla sotto gli occhi di Milo, il quale intuisce cosa è accaduto e si arrabbia fortemente con l'amico, essendo lui amico anche di Liz. Quella stessa notte Sarah torna in casa e, dopo aver attirato l'attenzione di Milo, lo uccide utilizzando un pesante martello per poi occultarne il cadavere con l'aiuto di quello che sembra essere un fantasma. Don crede che Milo sia andato via perché arrabbiato con lui e decide di non dire niente a Liz; nel frattempo il telefonino di Don riceve degli SMS dal numero di Milo.
Quella stessa notte Sarah, entrata non si sa come in casa, attacca anche il cane: Don lo ritrova morto in un'asciugatrice e denuncia il fatto ad un poliziotto accusando proprio Sarah, ma non viene creduto. La donna si presenta successivamente in casa: l'uomo si finge pentito e, dopo aver porto le sue scuse alla donna, la uccide con un martello. Mentre cerca di cancellare le tracce dell'omicidio, Liz gli telefona affermando di aver ricevuto degli strani messaggi da Milo: mentre i due conversano il cadavere di Sarah scompare nel nulla. Don scopre una stanza segreta che sembra essere appartenuta a una bambina: dopo aver sfondato un muro l'uomo trova inoltre il cadavere di Milo. Proprio in quel momento Don riceve un MMS dal numero dell'amico, scoprendo nel messaggio una foto di Sarah che gli fa il dito medio. Subito dopo il fantasma presente nell'edificio si rivela e gli lancia contro delle biglie che riescono ad entrare nel suo corpo, ferendolo dall'interno e risalendogli fino al collo. Torturato da questo fenomeno sovrannaturale, Don arriva a ferirsi con un coltello pur di liberarsi di questo supplizio. Subito dopo Liz arriva in casa, scoprendo che Don non è lì; il ritrovamento di un vecchio giornale rivela inoltre alla donna che la sua nuova casa è un ex bordello. Liz fa la conoscenza sia di Ellie che di Sarah, la quale si finge un'esperta di architettura assunta da Don.
Don sembra sparito nel nulla e Liz, preoccupata, va a casa di Ellie, che la mette in guardia contro la casa e le suggerisce di portare la sua famiglia lontano da lì. Liz torna tuttavia nell'abitazione e si ritrova immersa in una sorta di ricordo, assistendo a ciò che avveniva lì dentro nei secoli precedenti: insieme a molti altri uomini assiste ad una performance sessuale di Sarah e di un uomo mascherato, scoprendo inoltre che nel bordello era presente anche una bambina. La visione svanisce e Sarah rivela a Liz che lei e quella bambina furono uccise proprio dall'uomo che si era esibito con lei in quel frangente, poi assale Liz, ma la donna si barrica in una stanza. Qui compare Don pieno di ferite, che confessa il suo recente tradimento. Liz non lo perdona, ma a quel punto l'uomo si taglia a metà il volto e svela di essere in realtà Sarah, che tenta nuovamente di uccidere Liz. Scesa al piano di sotto, Liz vede il corpo di Milo incastonato nel muro, che per un attimo si anima e la spaventa. Fuggendo, Liz trova Ellie appena fuori casa, che le rivela di sapere cosa accade in quella casa, ma di non poter fare nulla per impedirlo. Liz decide allora di recuperare il cadavere di Sarah per dargli una degna sepoltura con un rito celebrato da Ellie e si stabilisce nella casa. Sei mesi dopo la bambina è nata e Liz crede di allevarla da sola, ma in realtà il corpo non-morto di Don è nel muro della sua nuova abitazione e utilizza delle biglie per giocare con la neonata.

## Produzione
Secondo quanto rivelato dal regista, il film è parzialmente ispirato a una storia vera: Stevens si è infatti ispirato ad una casa avente una storia simile a quella presente nell'opera. Il film è stato girato a Frankfort (Illinois), in una vera casa che nel momento delle riprese necessitava realmente di essere ristrutturata.

## Distribuzione
Distribuito in tutto il mondo da Netflix, il film era stato presentato per la prima volta durante il SXSW 2019. Oltre che in tale occasione, La ragazza del terzo piano è stato proiettato durante svariati altri festival nel corso del 2019.

## Accoglienza
Sull'aggregatore Rotten Tomatoes il film riceve l'84% delle recensioni professionali positive con un voto medio di 6,69 su 10 basato su 37 critiche, mentre su Metacritic ottiene un punteggio di 65 su 100 basato su 6 critiche.